# Birger Strååt
Carl Birger Strååt, född 22 februari 1914 i Norrköping, död 1 oktober 2008, var en svensk målare, tecknare, grafiker och musiker.
Han var son till grosshandlaren Carl August Strååt och Ida Eriksson och från 1945 gift med arkivarien Inga-Britt Nylin och halvbror till Hjalmar Strååt. Han studerade vid Norrköpings tekniska skola 1928-1931 och studerade därefter under ett tiotal år musik. Han var altviolinist vid Norrköpings orkesterförening 1934–1935. Strååt som ända från barndomen sysslat med målning och teckning var autodidakt som konstnär och bedrev självstudier under resor till Frankrike och Nederländerna. Han tilldelades Östgöta konstförenings stipendium  1940 och 1942 samt Folkbladet Östgötens kulturstipendium 1966. Separat ställde han bland annat ut i på Gummesons konsthall i Stockholm och Katrineholm, Borås samt ett flertal gånger i Norrköping och Linköping. Tillsammans med Arvid Knöppel ställde han ut i Linköping 1944 och tillsammans med Carl Delden och Pär Thorell i Finspång 1959 samt med Harry Carlsson och Vidar Forsberg i Byske 1965. Han medverkade sedan mitten av 1940-talet i Östgöta konstförening olika utställningar i Östergötland och i Sveriges allmänna konstförenings utställningar på Liljevalchs konsthall. Hans konst består av stilleben, gatumotiv och landskap från Norrköping, Kolmården och Norrland gärna med ett höstdis utförda i olja. Strååt är representerad vid Norrköpings konstmuseum och Östergötlands museum. 